# 한국 민요 변주곡
한국 민요 변주곡(영어: Variantions on a Korean Folk Song)은 존 반즈 챈스가 1965년에 작곡한 취주 악단을 위한 곡이다. 작곡자가 1950년대 말 한국에서 군인으로 있을 때 듣게 된 한국의 민요 아리랑을 주제로 삼은 변주곡이다.

## 악기 편성
- 플룻 2, 피콜로
- 오보에 2, 바순 2
- 클라리넷 3, Eb 클라리넷, 알토 클라리넷, 베이스 클라리넷, 콘트라베이스 클라리넷
- 알토 색소폰 2, 테너 색소폰 1, 바리톤 색소폰 1
- 트럼펫 3
- 프렌치 호른 4
- 트롬본 3
- 실로폰, 비브라폰, 글로켄슈필, 템플 블록, 스네어 드럼, 큰북, 심벌, 트라이앵글, 공

## 구성
연주 시간은 약 7 분.
- 주제 - Con moto
- 제 1 변주 - Vivace
- 제 2 변주 - Larghetto
- 제 3 변주 - Allegro con brio
- 제 4 변주 - Sostenuto
- 제 5 변주 - Con Islancio